# Chileense presidentsverkiezingen 1831
De Chileense presidentsverkiezingen van 1831 vonden op 31 maart van dat jaar plaats. De verkiezingen werden gewonnen door de kandidaat van de Pelucones (Conservatieven), José Joaquín Prieto. Het waren de eerste presidentsverkiezingen na de Burgeroorlog van 1829/1830.

## Procedure
De verkiezingen vonden op getrapte wijze plaats via het principe van censuskiesrecht. Dit hield in dat een beperkt aantal burgers stemrecht had (namelijk die burgers die gezien hun hoge inkomens de meeste belastingen, census, afdroegen) kiesmannen kozen op hun beurt (dus trapsgewijs) de nieuwe president van het land kozen. De kandidaat met de meeste stemmen werd aangewezen als president, de kandidaat die tweede eindigde kwam volgens de Chileense grondwet de eer te beurt om vicepresident van het land te worden. De meeste uitvoerende macht was verdeeld over de president en de vicepresident; de rest van de uitvoerende macht kwam aan de ministers toe. Een grondwetsherziening maakte in 1833 een einde aan de functie van vicepresident.

## Uitslag
| Kandidaat | Kandidaat | Kandidaat                      | Partij     | Stemmen | Percentage |
| --------- | --------- | ------------------------------ | ---------- | ------- | ---------- |
|           |           | José Joaquín Prieto Vial       | Pelucones  | 207     | 50,00%     |
|           |           | Diego Portales Palazuelos      | Estanquero | 186     | 44,93%     |
|           |           | Francisco Ruiz-Tagle Portales  | Pelucones  | 18      | 4,35%      |
|           |           | Ambrosio Aldunate Carvajal     | Pelucones  | 2       | 0,48%      |
|           |           | Fernando de Errázuriz Aldunate | Pelucones  | 2       | 0,24       |
| Totaal    | Totaal    |                                |            | 214     | 100%       |

## Bron
- (es)  Elección Presidencial 1861